# Кумозек (Шуский район)
Кумозек (каз. рзд.Құмөзек) — разъезд в Шуском районе Жамбылской области Казахстана. Входит в состав Тасоткелского сельского округа. Код КАТО — 316651300.

## Население
В 1999 году население разъезда составляло 58 человек (35 мужчин и 23 женщины). По данным переписи 2009 года, в разъезде проживало 220 человек (121 мужчина и 99 женщин).